# Atlético Malabo
Atlético Malabo is een Equatoriaal-Guinese voetbalclub uit de hoofdstad Malabo.

## Erelijst
- Landskampioen

1981, 1982, 2003
- Beker van Equatoriaal-Guinea

1985, 1987, 1988, 1990, 1991, 2001